# مايك ستيل
مايك ستيل (بالإنجليزية: Mike Steel)‏ هو رياضياتي نيوزيلندي، ولد في 1960.